# Algar do Cabeço do Dório de Baixo
O Algar do Cabeço do Dório de Baixo é uma gruta portuguesa localizada na freguesia da Candelária, conclho da Madalena do Pico, ilha do Pico, arquipélago dos Açores.
Esta cavidade apresenta uma geomorfologia de origem vulcânica em forma de algar de encosta, tendo cerca de 8 m. de profundidade.